# Монбазан
Монбаза́н (фр. Montbazens, окс. Montbasens) — коммуна во Франции, находится в регионе Окситания. Департамент — Аверон. Административный центр кантона Монбазан. Округ коммуны — Вильфранш-де-Руэрг.
Код INSEE коммуны — 12148.
Коммуна расположена приблизительно в 490 км к югу от Парижа, в 120 км северо-восточнее Тулузы, в 31 км к северо-западу от Родеза.

## Население
Население коммуны на 2008 год составляло 1343 человека.
| 1962 | 1968 | 1975 | 1982 | 1990 | 1999 | 2008 |
| ---- | ---- | ---- | ---- | ---- | ---- | ---- |
| 1103 | 1171 | 1313 | 1424 | 1389 | 1315 | 1343 |

## Экономика

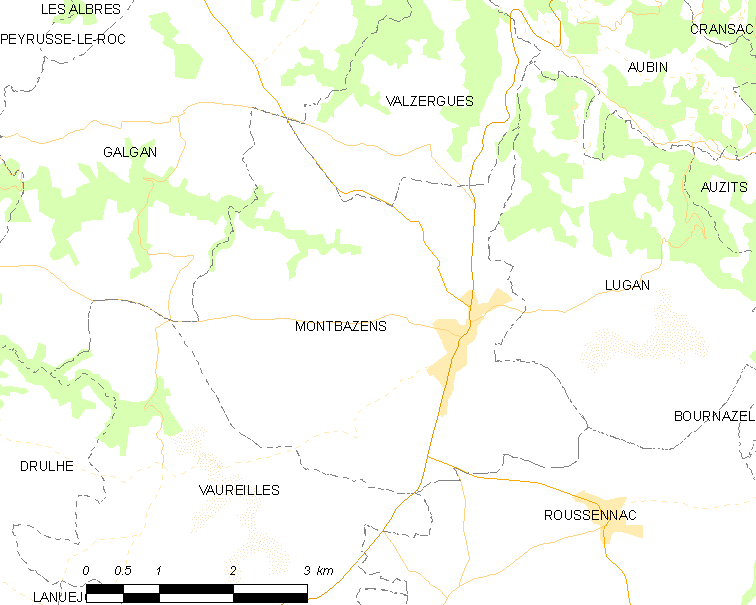
Карта коммуны

В 2007 году среди 729 человек в трудоспособном возрасте (15—64 лет) 538 были экономически активными, 191 — неактивными (показатель активности — 73,8 %, в 1999 году было 69,0 %). Из 538 активных работали 504 человека (273 мужчины и 231 женщина), безработных было 34 (20 мужчин и 14 женщин). Среди 191 неактивных 38 человек были учениками или студентами, 84 — пенсионерами, 69 были неактивными по другим причинам.